# 坂寄俊雄
坂寄 俊雄（さかより としお、1916年9月26日 - 1997年6月3日）は、日本の社会福祉学者。

## 人物
神奈川県生まれ。1942年京都帝国大学経済学部卒業。大阪社会事業短期大学助手、立命館大学経営学部助教授、教授、学部長、立命館常務理事。1982年定年、名誉教授、日本福祉大学教授。

## 著書
- 『社会保障』岩波新書、1958
- 『日本の労働問題』雄渾社、1965

### 共編著
- 『日本の労働者』天達忠雄共編、東京大学出版会、1953
- 『現代日本の教育を語る』司会・編集、雄渾社、1966
- 『現代の労働災害と職業病』細川汀,窪田隼人共著、労働旬報社、1967
- 『現代日本の労働者』高木督夫共編著、日本評論社、1975
- 『婦人の生涯と社会保障』小倉襄二共編、法律文化社、現代の生活と社会保障選書 1977
- 『社会保障と人権』窪田隼人共編著、同文館出版、現代社会と人権 1978
- 『生活協同組合と現代社会』編、法律文化社、1978
- 『人びとの健康と社会保障』西尾雅七共編、法律文化社、選書現代の生活と社会保障 1978
- 『労働問題の今日的課題』塩田庄兵衛共編、有斐閣、立命館大学人文科学研究所研究叢書 1979
- 『児童と社会保障』右田紀久恵共編、法律文化社、選書現代の生活と社会保障 1980
- 『生活・社会保障と自治体』小倉襄二共編、法律文化社、選書現代の生活と社会保障 1980
- 『明日の中小企業』二場邦彦共編、法律文化社、1981
- 『社会保障とは何か』小川政亮、真田是共著、法律文化社、選書現代の生活と社会保障 1981
- 『地域生活と生協運動』編、法律文化社、1981
- 『図説日本の社会保障』編、法律文化社、1996

## 参考
- 『社会保障』岩波新書、著者紹介
- 『全国大学職員録』1980
- 「坂寄俊雄教授年譜・著述目録」立命館経営学 1982-03-00
- 読売新聞訃報